# Макаров, Николай Иванович (политик)
Николай Иванович Макаров (род. 8 февраля 1950, Дергачёвский район, Саратовская область) — российский политик, депутат Государственной Думы Федерального Собрания Российской Федерации VI созыва. Заслуженный юрист РФ.

## Биография
Родился 8 февраля 1950 года на конезаводе N137 в Саратовской области. Окончил Саратовский юридический институт. Работал в органах прокуратуры Саратовской области, инструктором отдела административных органов Саратовского обкома КПСС.
С 1983 года — первый зампрокурора Саратовской области, с 1985 года — прокурор Пензенской области, с 1990 года — прокурор Саратовской области, в 2000 году назначен заместителем Генерального прокурора РФ.
В 2002—2011 годах — первый заместитель полпреда президента в ЦФО.
Заслуженный юрист РФ (1992), награждён орденом Александра Невского (2016) и орденом Почета (2000), медалью ордена «За заслуги перед Отечеством» II степени,  Благодарностью Правительства Российской Федерации (2016).

### Депутат Госдумы
Член Комитета ГД по бюджету и налогам
Член Комиссии ГД по вопросам депутатской этики
Член Комиссии ГД по рассмотрению расходов федерального бюджета, направленных на обеспечение национальной обороны, национальной безопасности и правоохранительной деятельности
Член Комиссии ГД по правовому обеспечению развития организаций оборонно-промышленного комплекса РФ